# Цетлин, Павел Миронович
Павел Миронович Цетлин (12 февраля 1908, Москва — 1963) — советский баскетболист и баскетбольный тренер. Заслуженный мастер спорта СССР (1947), заслуженный тренер СССР (1957).

## Биография
В 1935—40 годах выступал в московском СКИФе.
Окончил ГЦОЛИФК. В 1930—40 годах преподавал в ГЦОЛИФКе. Позже работал в военных вузах (Московское арт. уч-ще; ВАк КА им. Жуковского), где вёл преподавательскую и тренерскую работу. Гвардии капитан. Награждён медалью «За победу над Германией в Великой Отечественной войне 1941—1945 гг.».
В послевоенные годы тренировал мужскую сборную СССР, а также московские команды «Строитель» и ВВС МВО.
Сборная СССР под руководством П. М. Цетлина стала чемпионом Европы в 1947 году. В 1947 году был удостоен звания заслуженный мастер спорта СССР.
В 1948 году «Строитель» завоевал серебро чемпионата, в 1949 году ВВС МВО завоевал бронзу чемпионата.
В 1957 году был удостоен звания заслуженный тренер СССР. Был членом Всесоюзного тренерского совета.
Автор учебного пособия «Баскетбол» (ФиС, 1959).
Скончался в конце марта 1963 года, похоронен на Донском кладбище Москвы.